# Caroline Powell
Caroline Helen Powell (Lower Hutt, 14 de marzo de 1973) es una jinete neozelandesa que compitió en la modalidad de concurso completo.
Participó en dos Juegos Olímpicos de Verano, obteniendo una medalla de bronce en Londres 2012, en la prueba por equipos (junto con Jonelle Richards, Jonathan Paget, Andrew Nicholson y Mark Todd), y el quinto lugar en Pekín 2008, en la misma prueba. Ganó una medalla de bronce en el Campeonato Mundial de Concurso Completo de 2010.

## Palmarés internacional
| Juegos Olímpicos   | Juegos Olímpicos           | Juegos Olímpicos  | Juegos Olímpicos |
| Año                | Lugar                      | Medalla           | Categoría        |
| ------------------ | -------------------------- | ----------------- | ---------------- |
| 2012               | Londres (Reino Unido)      | Medalla de bronce | Por equipos      |
| Campeonato Mundial |                            |                   |                  |
| Año                | Lugar                      | Medalla           | Categoría        |
| 2010               | Lexington (Estados Unidos) | Medalla de bronce | Por equipos      |